# 1991 RP1
1991 RP1 är en asteroid i huvudbältet, som upptäcktes den 10 september 1991 av den japanske amatörastronomen Atsushi Sugie i Dynic-observatoriet.
Asteroiden har en diameter på ungefär 6 kilometer och den tillhör asteroidgruppen Maria.